# Nayel Mehssatou
Nayel Rayan Mehssatou Sepúlveda (Bruselas, Bélgica, 8 de agosto de 2002) es un futbolista chileno de origen belga y marroquí que se desempeña como lateral derecho en el K. V. Kortrijk de la Primera División de Bélgica.

## Trayectoria
Es un producto de las divisiones inferiores del Toekomst Relegem y Anderlecht, habiendo permanecido en la academia juvenil de este último conjunto por 13 años, integrando la talentosa generación del 2002, que incluía entre otros a Jérémy Doku, Marco Kana, Killian Sardella, Anouar Ait El Hadj y Eliot Matazo. En la primavera de 2019, impresionó con el Anderlecht en la Future Cup. Pese a atraer interés desde equipos del extranjero, el 18 de diciembre de 2019 firmó su primer contrato como jugador profesional con el Anderlecht.
El 18 de enero de 2022, se anunció su traspaso al K.V. Kortrijk, firmando un contrato por 3 temporadas y media. Debutó profesionalmente con Kortrijk el 5 de marzo de 2022, en una derrota por 3-2 ante el Union Saint-Gilloise, en un partido válido por la primera división belga.

## Selección nacional
Nació en Bélgica, de padre marroquí y madre chilena. Después de haber representado a las selecciones juveniles de Bélgica tuvo la oportunidad de haber jugado para la selección de Marruecos debido al origen de su padre, aunque al final representó a la selección sub-17 chilena en un par de partidos amistosos en octubre de 2019. Luego, representó a la sub-18 belga el mismo año, jugando 4 partidos y marcando un gol.
El 23 de mayo de 2022, fue convocado por la Selección de fútbol de Chile, para afrontar los partidos por la Copa Kirin a llevarse a cabo en junio de 2022.

#### Participaciones en Clasificatorias a Copas del Mundo
| Eliminatorias                   | Sede       | Resultado   | Posición | Partidos | Goles |
| ------------------------------- | ---------- | ----------- | -------- | -------- | ----- |
| Eliminatorias Norteamérica 2026 | Sudamérica | Por definir |          | 1        | 0     |

### Partidos internacionales
Actualizado hasta el 8 de septiembre de 2023.
| Partidos internacionales | Partidos internacionales | Partidos internacionales                                        | Partidos internacionales | Partidos internacionales | Partidos internacionales | Partidos internacionales | Partidos internacionales | Partidos internacionales | Partidos internacionales                               |
| N.º                      | Fecha                    | Estadio                                                         | Local                    | Resultado                | Visitante                | Goles                    | Asistencias              | DT                       | Competición                                            |
| ------------------------ | ------------------------ | --------------------------------------------------------------- | ------------------------ | ------------------------ | ------------------------ | ------------------------ | ------------------------ | ------------------------ | ------------------------------------------------------ |
| 1                        | 6 de junio de 2022       | Estadio Mundialista de Daejeon, Daejeon, Corea del Sur          | Corea del Sur            | 2-0                      | Chile                    |                          |                          | Eduardo Berizzo          | Amistoso                                               |
| 2                        | 10 de junio de 2022      | Estadio Noevir Kobe, Kōbe, Japón                                | Chile                    | 0-2                      | Túnez                    |                          |                          | Eduardo Berizzo          | Copa Kirin 2022                                        |
| 3                        | 14 de junio de 2022      | Estadio Panasonic Suita, Suita, Japón                           | Chile                    | 0-0 1-3 p                | Ghana                    |                          |                          | Eduardo Berizzo          | Copa Kirin 2022                                        |
| 4                        | 23 de septiembre de 2022 | RCDE Stadium, Cornellá y El Prat, España                        | Marruecos                | 2-0                      | Chile                    |                          |                          | Eduardo Berizzo          | Amistoso                                               |
| 5                        | 27 de septiembre de 2022 | Estadio Franz Horr, Viena, Austria                              | Catar                    | 2-2                      | Chile                    |                          |                          | Eduardo Berizzo          | Amistoso                                               |
| 6                        | 11 de junio de 2023      | Estadio Ester Roa, Concepción, Chile                            | Chile                    | 3-0                      | Cuba                     |                          |                          | Eduardo Berizzo          | Amistoso                                               |
| 7                        | 20 de junio de 2023      | Estadio Ramón Aguilera Costas, Santa Cruz de la Sierra, Bolivia | Bolivia                  | 0-0                      | Chile                    |                          |                          | Eduardo Berizzo          | Amistoso                                               |
| 8                        | 8 de septiembre de 2023  | Estadio Centenario, Montevideo, Uruguay                         | Uruguay                  | 3-1                      | Chile                    |                          |                          | Eduardo Berizzo          | Clasificatorias a Canadá, México y Estados Unidos 2026 |
| Total                    | Presencias               | 8                                                               | Goles                    | 0                        |                          |                          |                          |                          |                                                        |

| Selección chilena | Selección chilena | Selección chilena |
| Año               | Partidos          | Goles             |
| ----------------- | ----------------- | ----------------- |
| 2022              | 5                 | 0                 |
| 2023              | 3                 | 0                 |
| Total             | 8                 | 0                 |

## Estadísticas

### Clubes
Actualizado al último partido disputado el 10 de mayo de 2025.
| Club                     | Div.          | Temporada     | Liga  | Liga  | Liga   | Copas nacionales | Copas nacionales | Copas nacionales | Torneos internacionales | Torneos internacionales | Torneos internacionales | Total | Total | Total  |
| Club                     | Div.          | Temporada     | Part. | Goles | Asist. | Part.            | Goles            | Asist.           | Part.                   | Goles                   | Asist.                  | Part. | Goles | Asist. |
| ------------------------ | ------------- | ------------- | ----- | ----- | ------ | ---------------- | ---------------- | ---------------- | ----------------------- | ----------------------- | ----------------------- | ----- | ----- | ------ |
| K. V. Kortrijk · Bélgica | 1.a           | 2021-22       | 5     | 0     | 2      | —                | —                | —                | —                       | —                       | —                       | 5     | 0     | 2      |
| K. V. Kortrijk · Bélgica | 1.a           | 2022-23       | 27    | 0     | 0      | 3                | 0                | 0                | —                       | —                       | —                       | 30    | 0     | 0      |
| K. V. Kortrijk · Bélgica | 1.a           | 2023-24       | 34    | 1     | 2      | 2                | 0                | 0                | —                       | —                       | —                       | 36    | 1     | 2      |
| K. V. Kortrijk · Bélgica | 1.a           | 2024-25       | 35    | 4     | 2      | 2                | 0                | 0                | —                       | —                       | —                       | 37    | 4     | 2      |
| K. V. Kortrijk · Bélgica | Total         | Total         | 101   | 5     | 6      | 7                | 0                | 0                | 0                       | 0                       | 0                       | 108   | 5     | 6      |
| Total carrera            | Total carrera | Total carrera | 101   | 5     | 6      | 7                | 0                | 0                | 0                       | 0                       | 0                       | 108   | 5     | 6      |
| 1. 2.                    |               |               |       |       |        |                  |                  |                  |                         |                         |                         |       |       |        |